# The Dark Pictures Anthology: Little Hope
The Dark Pictures Anthology: Little Hope (também conhecido como Little Hope) é um jogo eletrônico de drama interativo de survival horror, desenvolvido pela Supermassive Games e publicado pela Bandai Namco Entertainment. É o segundo de oito episódios planejados da série The Dark Pictures Anthology, após Man of Medan (2019). O jogo foi lançado em 30 de outubro de 2020 para Microsoft Windows, PlayStation 4 e Xbox One. 

## Jogabilidade
Little Hope é um jogo de terror de sobrevivência jogado de uma perspectiva de terceira pessoa em que o jogador assume o controle de 5 personagens que estão presos em uma cidade-fantasma de Little Hope. Ao longo do jogo, o jogador precisa escolher diferentes opções de diálogo, que vão influenciando o curso da narrativa e as relações entre os protagonistas. Pode ser jogado várias vezes, pois existem vários finais e vários cenários com base nas decisões que os jogadores tomam. Dependendo das escolhas dos jogadores, todos os personagens podem ou não morrer no final da história. As sequências de ação apresentam principalmente eventos em tempo rápido, muitos dos quais, se perdidos, podem levar a consequências terríveis para cada personagem.
Semelhante ao Man of Medan, o jogo apresenta dois modos multijogador. "Shared Story" permite que 2 jogadores joguem online e "Movie Night" permite que até 5 jogadores selecionem seus próprios personagens e os avisa para passarem pelo controle a cada jogada.

## Enredo
Little Hope é apresentada como uma história inacabada em poder do onipresente Curador (Pip Torrens), que pede a ajuda do jogador para completá-la.
Atualmente, um motorista de ônibus está levando quatro alunos, Andrew (Will Poulter), Angela (Ellen David), Taylor (Caitlyn Sponheimer) e Daniel (Kyle Bailey), e seu professor, John (Alex Ivanovici), em um viagem de classe, antes de cair depois de ser forçado a fazer um desvio pela cidade-fantasma de Little Hope. A história volta para um prólogo definido em 1972 sobre a família Clark: os pais, Anne (David), James (Ivanovici) e seus quatro filhos adotivos: Anthony (Poulter), Tanya (Sponheimer), Dennis (Bailey), e Megan (Skye Burkett). Megan coloca sua boneca em um fogão aceso por Anthony, iniciando um incêndio na casa onde cada um dos membros da família morre, exceto Anthony, que corre de volta à casa em chamas quando o prólogo termina.
De volta ao presente, o grupo partiu para Little Hope em busca de ajuda quando o motorista do ônibus desapareceu. Eles entram em um bar para usar um telefone e encontram Vince (Kevin Hanchard), revelando que não há energia. No caminho até a estrada, Andrew e Angela encontram uma boneca e são arrastados para no tempo por uma figura fantasmagórica chamada Mary (Burkett). O grupo todo começa a colidir com Mary e ver flashbacks onde o reverendo Carver (David Smith) está chantageando Mary para ajudá-lo a incriminar os residentes de Little Hope por bruxaria — doppelgängers do grupo atual. Cada membro do grupo, exceto Andrew, testemunha seu doppelgänger ser executado antes de ser atacado por uma versão demoníaca deles e fugir ou morrer com sucesso com base na escolha do jogador. No final das contas, o grupo acaba na casa da família Clark e testemunha um flashback final onde Carver traiu Mary e a incriminou por bruxaria. Andrew pode instruir seu doppelgänger a culpar Carver e mandá-lo embora, mandar queimar a boneca de Mary ou culpar Mary e executá-la. É revelado que Andrew era na verdade o motorista do ônibus; Anthony, estava alucinando e os residentes dos flashbacks eram figuras de seu passado, incluindo sua família, após ser forçado a retornar para Little Hope. Dependendo do tratamento que deu a Vince, a quem ele culpou, e se ele tem uma arma, Anthony será preso, cometerá suicídio, continuará se culpando pelas mortes de sua família ou aceitará que o incêndio em casa não foi culpa dele. 

## Desenvolvimento
O jogo é a segunda franquia da série The Dark Pictures Anthology. Ao contrário de Man of Medan (2019), que era uma história moderna, a história de Little Hope cobre várias linhas do tempo, com a narrativa saltando para o futuro e passado. O jogo apresenta mais elementos sobrenaturais quando comparado ao seu antecessor e a equipe escolheu a bruxaria como o tema principal do jogo, pois queria explorar suas causas raízes. Pete Samuels, o diretor do jogo, acrescentou que a equipe ficou intrigada com a "ganância, paranoia e temor de Deus" que motivaram as pessoas a cometer atos hediondos naquele período. A equipe se inspirou tanto na série de Silent Hill quanto em The Crucible (1963) — peça teatral sobre os julgamentos das bruxas de Salém que aconteceram na Província da Baía de Massachusetts entre 1692–93. O jogo também foi inspirado em filmes como The Omen (1976), Hellraiser (1987), The Blair Witch Project (1999), Season of the Witch (2011), It Follows (2014) e The Witch (2015). O ator britânico, Will Poulter, foi contratado para dar voz e captura de movimento para o personagem Andrew, o personagem principal do jogo.